# 今市隆二
今市 隆二（いまいち りゅうじ、1986年9月2日 - ）は、日本の歌手。三代目 J SOUL BROTHERS from EXILE TRIBEのボーカル。
京都府出生、神奈川県川崎市出身。身長175cm。血液型A型。

## 略歴
京都府で生まれ、3歳から神奈川県川崎市で暮らす。川崎市立白幡台小学校、川崎市立犬蔵中学校を卒業。高校は中退し、18歳から圧接工の仕事をする。
2006年、「VOCAL BATTLE AUDITION」に参加するも2次審査で落選。初めてのオーディションであった。これを機に歌手を志し、仕事の傍ら何度もオーディションに挑戦していく。ヴォーカルアカデミーオブ東京にも通い始めた。
2009年2月、「avex WORLD AUDITION」のアーティスト部門で準グランプリを獲得。同年4月よりエイベックス・アーティストアカデミーヴォーカルレッスンを受講。
2010年2月、「VOCAL BATTLE AUDITION 2」に参加。同年9月15日の最終ライブ審査に合格し、三代目 J Soul Brothersのボーカルに決定。
2018年1月12日、配信シングル「ONE DAY」でソロデビュー。
2025年7月31日、タクシー運転手への暴行と脅迫の疑いで書類送検された。同日、所属事務所が公式サイトで謝罪し、報酬返上と自宅謹慎を含む処分を実施していたと発表した。8月1日には今市が公式サイトで謝罪し、当面の活動自粛を発表した。

## 人物
- 兄が1人、妹が1人いる[15]。
- 小学1年から4年までサッカーをしていた。地元にサッカーチームがなかったため小学5年から少年野球チームに入り、中学時代は野球部に所属していた[16]。
- 2019年、ファンクラブ会員向け動画配信サービス『LDH TV』で、個人企画「今市隆二の野球チームを作ろう!」が始まり[17]、自身が監督を務めるLDHの草野球チーム「中目黒リュージーズ」を発足した。『LDH TV』が『CL』となって以降も企画は継続している[18]。
- 2025年に洗足学園音楽大学の客員教授に就任[19]。

## 作品
順位はオリコン週間ランキングの最高位

### 配信シングル
|   | 発売日        | タイトル                |
| - | ------------- | ----------------------- |
| 1 | 2018年1月12日 | ONE DAY                 |
| 2 | 2018年2月16日 | Angel                   |
| 3 | 2018年3月16日 | Thank you               |
| 4 | 2018年4月20日 | Alter Ego               |
| 5 | 2022年5月13日 | 辛                      |
| 6 | 2022年6月3日  | RILY’S NIGHT -百合演夜- |
| 7 | 2024年4月1日  | REALLY LOVE             |

### シングル
|   | 発売日         | タイトル | 順位 |
| - | -------------- | -------- | ---- |
| 1 | 2019年10月30日 | RILY     | 2位  |

### アルバム
|   | 発売日        | タイトル        | 順位 |
| - | ------------- | --------------- | ---- |
| 1 | 2018年8月1日  | LIGHT＞DARKNESS | 2位  |
| 2 | 2020年1月15日 | ZONE OF GOLD    | 4位  |
| 3 | 2021年7月21日 | CHAOS CITY      | 4位  |
| 4 | 2022年11月2日 | GOOD OLD FUTURE | 2位  |
| 5 | 2024年6月26日 | R               | 3位  |

### その他のソロ曲
| 発売日        | 曲名                   | 収録作品                                                        |
| ------------- | ---------------------- | --------------------------------------------------------------- |
| 2015年1月28日 | All LOVE               | 三代目 J Soul Brothers『PLANET SEVEN』                          |
| 2016年3月30日 | Over & Over            | 三代目 J Soul Brothers『THE JSB LEGACY』                        |
| 2016年6月15日 | FOREVER YOUNG AT HEART | V.A.『HiGH&LOW ORIGINAL BEST ALBUM』                            |
| 2018年6月6日  | SHINING                | 三代目 J Soul Brothers『FUTURE』                                |
| 2018年6月6日  | LOVE HURTS             | 三代目 J Soul Brothers『FUTURE』                                |
| 2019年3月6日  | 夜明け前               | RYUJI IMAICHI『RYUJI IMAICHI LIVE TOUR 2018 "LIGHT＞DARKNESS"』 |
| 2019年3月6日  | これが運命なら         | RYUJI IMAICHI『RYUJI IMAICHI LIVE TOUR 2018 "LIGHT＞DARKNESS"』 |

### 映像作品
| 発売日        | タイトル                                                                          | 順位 |
| ------------- | --------------------------------------------------------------------------------- | ---- |
| 2019年3月6日  | RYUJI IMAICHI LIVE TOUR 2018 "LIGHT＞DARKNESS"                                    | 2位  |
| 2020年7月1日  | LDH PERFECT YEAR 2020 SPECIAL SHOWCASE RYUJI IMAICHI / HIROOMI TOSAKA             | 1位  |
| 2023年3月1日  | RYUJI IMAICHI CONCEPT LIVE 2022 "RILY'S NIGHT" & "RILY'S NIGHT" 〜Rock With You〜 | 2位  |
| 2025年3月12日 | RYUJI IMAICHI LIVE TOUR 2024 "R"ED                                                | 5位  |

### 参加作品
| 発売日         | 曲名                                                            | 収録作品                            |
| -------------- | --------------------------------------------------------------- | ----------------------------------- |
| 2015年8月5日   | BEAUTIFUL NAME                                                  | DANCE EARTH PARTY「BEAUTIFUL NAME」 |
| 2015年12月16日 | Very Special                                                    | Crystal Kay『Shine』                |
| 2017年6月21日  | P.B.E feat. 今市隆二（三代目 J Soul Brothers from EXILE TRIBE） | JAY'ED『Here I Stand』              |
| 2017年7月7日   | No more cry feat. Ryuji Imaichi                                 | CRAZYBOY『NEOTOKYO II EP』          |
| 2022年2月2日   | After the rain                                                  | ØMI『ANSWER...』                    |
| 2024年8月26日  | THE BEAST feat. RYUJI IMAICHI                                   | 北山宏光『ZOO』                     |

### 作詞・作曲
| 発売日         | 曲名                     | 収録作品                                                        | 担当       |
| -------------- | ------------------------ | --------------------------------------------------------------- | ---------- |
| 2014年1月1日   | PRIDE                    | 三代目 J Soul Brothers from EXILE TRIBE『THE BEST/BLUE IMPACT』 | 作詞       |
| 2015年1月28日  | All LOVE                 | 三代目 J Soul Brothers from EXILE TRIBE『PLANET SEVEN』         | 作詞       |
| 2016年3月30日  | Born in the EXILE        | 三代目 J Soul Brothers from EXILE TRIBE『THE JSB LEGACY』       | 作詞       |
| 2017年3月8日   | HAPPY                    | 三代目 J Soul Brothers from EXILE TRIBE「HAPPY」                | 作詞       |
| 2018年2月16日  | Angel                    | RYUJI IMAICHI「Angel」                                          | 作詞・作曲 |
| 2018年3月16日  | Thank you                | RYUJI IMAICHI「Thank you」                                      | 作詞・作曲 |
| 2018年4月20日  | Alter Ego                | RYUJI IMAICHI「Alter Ego」                                      | 作詞       |
| 2018年6月6日   | LOVE HURTS               | 三代目 J Soul Brothers from EXILE TRIBE『FUTURE』               | 作詞・作曲 |
| 2018年8月1日   | Catch my Light           | RYUJI IMAICHI『LIGHT＞DARKNESS』                                | 作詞       |
| 2018年8月1日   | Diamond Dance            | RYUJI IMAICHI『LIGHT＞DARKNESS』                                | 作詞       |
| 2018年8月1日   | Trick World              | RYUJI IMAICHI『LIGHT＞DARKNESS』                                | 作詞       |
| 2019年3月6日   | これが運命なら           | RYUJI IMAICHI『RYUJI IMAICHI LIVE TOUR 2018 "LIGHT＞DARKNESS"』 | 作詞       |
| 2019年3月13日  | Yes we are               | 三代目 J SOUL BROTHERS「Yes we are」                            | 作詞       |
| 2019年3月13日  | 花歌 〜Flowers for you〜 | 三代目 J SOUL BROTHERS「Yes we are」                            | 作詞       |
| 2019年10月30日 | RILY                     | RYUJI IMAICHI「RILY」                                           | 作詞・作曲 |
| 2020年1月15日  | ZONE OF GOLD             | RYUJI IMAICHI『ZONE OF GOLD』                                   | 作詞・作曲 |
| 2020年1月15日  | Sweet Therapy            | RYUJI IMAICHI『ZONE OF GOLD』                                   | 作詞・作曲 |
| 2020年1月15日  | TUXEDO                   | RYUJI IMAICHI『ZONE OF GOLD』                                   | 作詞       |
| 2021年1月1日   | RISING SOUL              | EXILE TRIBE「RISING SUN TO THE WORLD」                          | 作詞       |
| 2021年7月21日  | FUTURE LOVERS            | RYUJI IMAICHI『CHAOS CITY』                                     | 作詞       |
| 2021年7月21日  | Highway to the moon      | RYUJI IMAICHI『CHAOS CITY』                                     | 作詞       |
| 2021年7月21日  | THROWBACK pt.2           | RYUJI IMAICHI『CHAOS CITY』                                     | 作詞       |
| 2021年7月21日  | Talkin' bout love        | RYUJI IMAICHI『CHAOS CITY』                                     | 作詞・作曲 |
| 2021年7月21日  | オヤスミのくちづけ       | RYUJI IMAICHI『CHAOS CITY』                                     | 作詞・作曲 |
| 2021年7月21日  | I'm just a man           | RYUJI IMAICHI『CHAOS CITY』                                     | 作詞・作曲 |
| 2021年8月10日  | 線香花火                 | 三代目 J SOUL BROTHERS from EXILE TRIBE「線香花火」             | 作詞       |
| 2021年10月20日 | JSB IN BLACK             | 三代目 J SOUL BROTHERS from EXILE TRIBE「JSB IN BLACK」         | 作詞       |
| 2021年11月10日 | Honey                    | 三代目 J SOUL BROTHERS『THIS IS JSB』                           | 作詞       |
| 2022年6月3日   | 辛                       | RYUJI IMAICHI「RILY’S NIGHT -百合演夜-」                        | 作詞・作曲 |
| 2022年6月3日   | 華金                     | RYUJI IMAICHI「RILY’S NIGHT -百合演夜-」                        | 作詞・作曲 |
| 2022年6月3日   | 星屑のメモリーズ         | RYUJI IMAICHI「RILY’S NIGHT -百合演夜-」                        | 作詞・作曲 |
| 2022年11月2日  | CASTLE OF SAND           | RYUJI IMAICHI『GOOD OLD FUTURE』                                | 作詞       |
| 2023年5月29日  | Hand in Hand             | 三代目 J SOUL BROTHERS from EXILE TRIBE「Hand in Hand」         | 作詞       |
| 2023年12月20日 | 飛龍-FeiLong-            | LIL LEAGUE from EXILE TRIBE「飛龍-FeiLong-」                    | 作曲       |

## タイアップ
| 曲名              | タイアップ                                                                 |
| ----------------- | -------------------------------------------------------------------------- |
| RILY              | 洋服の青山「パーティーフォーマル『Day and Night』篇」CMソング              |
| Church by the sea | その瞬間、僕は泣きたくなった -CINEMA FIGHTERS project-『On The Way』主題歌 |

## ライブ

### 単独
- 8月11日、8月12日：福井・サンドーム福井
- 8月18日、8月19日：静岡・エコパアリーナ
- 8月29日、8月30日：神奈川・横浜アリーナ
- 9月8日、9月9日：愛知・日本ガイシホール
- 9月22日、9月23日：広島・広島グリーンアリーナ
- 10月20日、10月21日：長野・ビッグハット
- 10月24日、10月25日：大阪・大阪城ホール
- 11月24日、11月25日：北海道・真駒内セキスイハイムアイスアリーナ
- 12月1日、12月2日：埼玉・さいたまスーパーアリーナ
- 12月15日、12月16日：熊本・グランメッセ熊本
- 12月23日、12月24日：新潟・朱鷺メッセ

- 6月4日、6月5日：大阪・オリックス劇場
- 6月7日：山口・KDDI維新ホール
- 6月11日：鹿児島・川商ホール 第1ホール
- 6月13日：愛媛・松山市民会館
- 6月19日：千葉・森のホール21
- 6月23日：福島・いわき芸術文化交流館アリオス 大ホール
- 6月28日：三重・三重県文化会館 大ホール
- 6月30日：石川・金沢歌劇座
- 7月4日：北海道・札幌文化芸術劇場 hitaru
- 7月12日：富山・富山オーバード・ホール
- 7月16日：山梨・河口湖ステラシアター
- 7月21日：京都・ロームシアター京都
- 7月24日：福岡・福岡サンパレス
- 7月28日：広島・広島文化学園HBGホール
- 7月30日、7月31日：愛知・名古屋国際会議場センチュリーホール
- 8月4日：新潟・新潟県民会館
- 8月8日：宮城・仙台サンプラザホール
- 8月10日：群馬・ベイシア文化ホール
- 8月14日：大阪・オリックス劇場
- 8月24日、8月25日：愛知・名古屋国際会議場センチュリーホール
- 9月7日：岩手・岩手県民会館
- 9月12日、9月13日：東京・東京ガーデンシアター
- 9月17日：静岡・静岡市民文化会館 大ホール

RYUJI IMAICHI CONCEPT LIVE 2022 "RILY'S NIGHT" 〜Rock With You〜
- 10月17日：大分・iichiko グランシアタ
- 10月24日：山形・やまぎん県民ホール
- 10月30日：兵庫・神戸国際会館こくさいホール（体調不良により延期）[28]
- 11月14日：東京・東京ガーデンシアター
- 11月16日：和歌山・和歌山県民文化会館 大ホール
- 11月26日：沖縄・沖縄コンベンションセンター劇場
- 11月30日：長野・ホクト文化ホール
- 12月5日：岡山・倉敷市民会館
- 12月7日：神奈川・神奈川県民ホール 大ホール
- 12月22日：兵庫・神戸国際会館こくさいホール（振替公演）

- 4月4日：茨城・水戸市民会館 グロービスホール (大ホール)
- 4月7日：鳥取・米子コンベンションセンター BiG SHiP
- 4月9日：愛知・愛知芸術劇場 大ホール
- 4月16日：埼玉・大宮ソニックシティ 大ホール
- 4月21日：青森・リンクステーションホール青森
- 4月24日：福井・フェニックス・プラザ エルピス 大ホール
- 4月30日：東京・東京ガーデンシアター
- 5月9日、5月10日：山梨・河口湖ステラシアター
- 5月16日：栃木・宇都宮市文化会館 大ホール
- 5月18日、5月19日：滋賀・滋賀県立芸術劇場びわ湖ホール
- 5月25日：高知・高知県立県民文化ホール オレンジホール
- 5月29日：熊本・熊本城ホール メインホール
- 5月31日：長崎・長崎ブリックホール

- 6月29日、6月30日：静岡・エコパアリーナ
- 7月3日、7月4日：大阪・大阪城ホール
- 8月3日、8月4日：福岡・マリンメッセ福岡 A館
- 8月24日、8月25日：千葉・ららアリーナ 東京ベイ

- 9月2日：東京・日本武道館

- 2024年10月6日：台北・Zepp New Taipei

### 合同
- VBA LIVE TOUR 2012 VOCAL BATTLE STAGE（2012年2月29日 - 3月7日）[31]
- VOCAL BATTLE AUDITION Presents "VOCAL BATTLE STAGE 2014"（2014年4月24日 - 4月25日）[32]

- LDH PERFECT YEAR 2020 SPECIAL SHOWCASE RYUJI IMAICHI / HIROOMI TOSAKA（2020年1月23日 - 2月24日）[33]

### ファンクラブイベント
- 三代目 J SOUL BROTHERS OFFICIAL FAN CLUB presents RYUJI IMAICHI BIRTHDAY EVENT 2023 "RILY'S PARTY"（9月2日：EX THEATER ROPPONGI）

## 出演

### テレビ
- EX-LOUNGE（2012年11月 - 2013年3月、TBS） - MC

### 配信番組
- LOVE or NOT（2017年9月 - 2018年2月、dTV・FOD） - MC[34]

### 短編映画
- その瞬間、僕は泣きたくなった-CINEMA FIGHTERS project-「On The Way」（2019年11月） - 主演・健太 役[25]

### CM
- モイスト・ダイアン「オイルシャンプー」（2013年）
- サマンサティアラ ジュエリー（2014年 - 2016年）[35][36]
- beats by dr. dre（2014年）
- 洋服の青山（2015年、2019年）[37]
- サントリー「ザ・モルツ」（2015年 - 2016年）[38][39]
- TOYOTA GAZOO Racing 「G's AQUA」（2016年 - 2018年）[40]
- じゃらん（2020年） - 30周年アンバサダー[41]

### ラジオ
- Keep On Dreaming（2011年1月 - 2012年12月[42]、Fm yokohama）[43]
- SPARK（2014年10月[44] - 2025年7月[注釈 1]、J-WAVE） - 木曜ナビゲーター

### ポッドキャスト
- J-WAVE RYUJI IMAICHI VINTAGE ”R” IFE（2023年10月 - 2024年3月）[46]

### その他
- 第92回都市対抗野球大会 スペシャルサポーター（2021年）[47]
- J-WAVE TOKYO GUITAR JAMBOREE 2025 supported by 奥村組 アンバサダー（2025年）[48]

## 書籍
- TIMELESS TIME（2018年3月26日、幻冬舎） ISBN 978-4344032422
- 今市隆二スペシャルフォトブック『EASY』（2024年10月14日、CCCミュージックラボ） ISBN 978-4-484-22118-2

### 雑誌連載
- SENSE「今市隆二のVINTAGE KING」（2022年3月号 - 7月号、株式会社センス）[49][50]